# Royal Brunei Airlines
Royal Brunei, es una compañía con base en Bandar Seri Begawan. Su accionista es el gobierno de Brunéi.

## Historia
En mayo de 2018, tras hacer públicas las intenciones, Royal Brunei confirmó el inicio de una ruta directa diaria entre el Aeropuerto de Londres-Heathrow y Brunéi a partir del 28 de octubre de 2018. Los vuelos entre Reino Unido y Brunéi serán operados por aviones de fuselaje ancho Boeing 787-8 Dreamliner, de los que la aerolínea mantiene cinco aeronaves en su flota, tras pasar por un proceso de renovación en el que se implementará una zona de descanso para la tripulación. Esto supondrá que se deje de operar el vuelo Dubái-Londres-Dubái, aunque se mantendrán cuatro vuelos semanales a Dubái desde el 29 de octubre.